# Allgovit

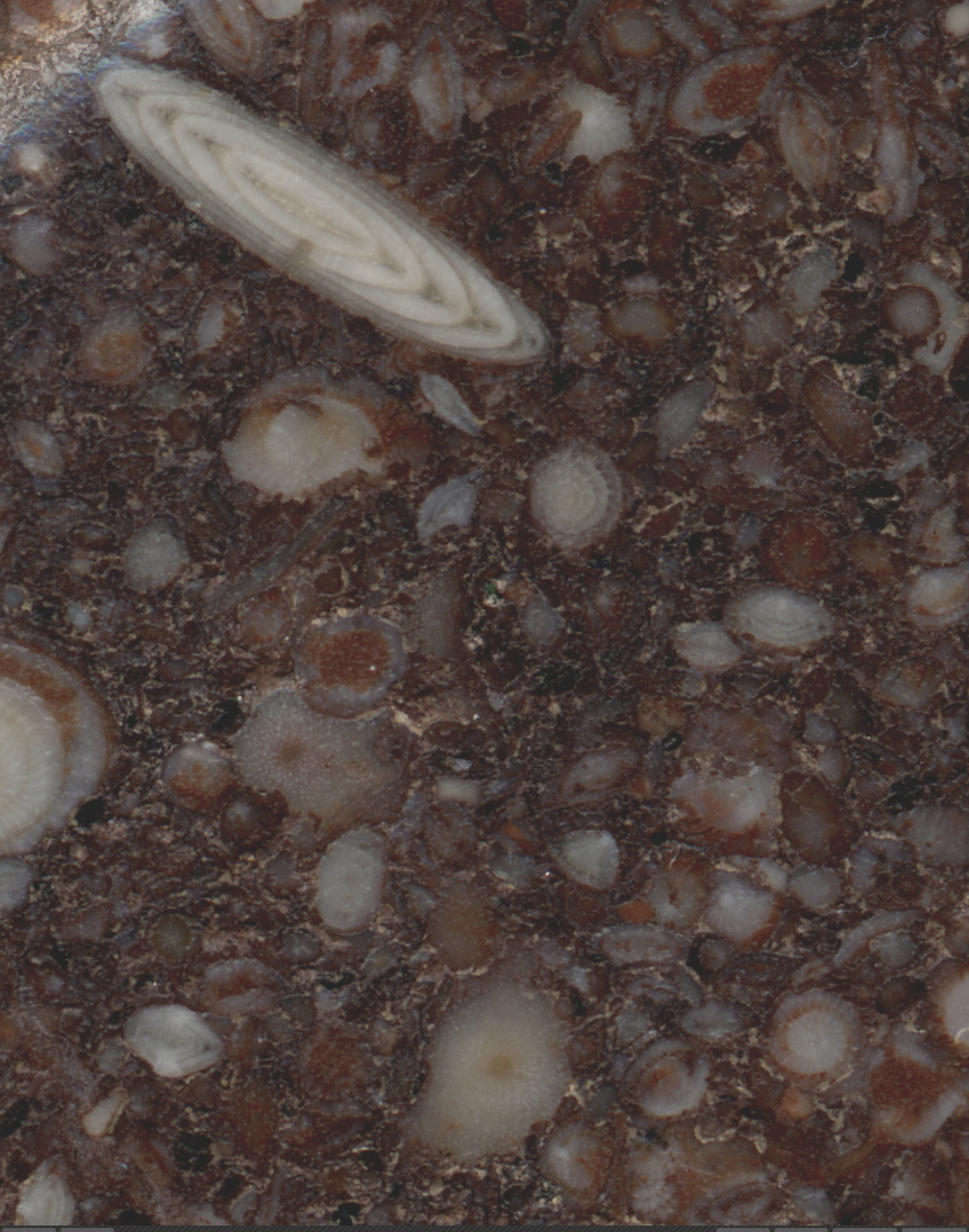
Allgovit Schnitt Vergrößerung

Allgovit (lateinisch allgovia: Allgäu) ist ein historischer Lokalbegriff für eine Serie von porphyrischen, basaltischen Gesteinen aus den Allgäuer Alpen. Der Begriff wurde von Gustav Georg Winkler (1859) für exotische basaltische Gesteine im Allgäu eingeführt, da er diese isolierten Vorkommen aufgrund unsicherer Altersstellung und fehlender regionaltektonischer Vorstellungen weder als Trapp noch Melaphyr ansprechen konnte. Der Allgovit besteht mineralogisch aus Feldspat, hauptsächlich Labradorit, Augit und Hämatit und wird petrographisch als – je nach Zusammensetzung – Augitporphyrit oder Melaphyr angesprochen. Der Name leitet sich aus der lateinischen Bezeichnung Allgovia bzw. Algovia für Allgäu ab.
Die meisten Vorkommen von den als Allgovit beschriebenen Gesteinen liegen im Bereich des Ostalpinen Deckenrandes zwischen Bad Hindelang und Oberstdorf.
Die derzeitige geologische Forschung geht davon aus, dass die basaltischen Gesteine, die Winkler als Allgovite beschrieben hat, genetisch Bestandteile einer heterogenen, tektonischen Melangezone, der Arosa-Zone im Landkreis Oberallgäu sind. Diese in den Bayerischen Alpen zwischen dem Fidere-Pass und Bad Hindelang vorkommenden isolierten basaltischen Gesteine werden als jurassische Bildungen ozeanischer Kruste angesehen, die in einer Grundmasse aus extrem tektonisch beanspruchten turbiditischen Mergeln und Sandsteinen bei der Bildung der Alpen zerschert und auf das nördliche Vorland aufgeschoben wurde. Diese tektonische Melange aus unterschiedlichen Gesteinen entstand beim Nordwärtsdriften der Adriatisch-Afrikanischen Kontinentalplatte in einer Tiefseerinne in der Kreide. Bei der Aufschiebung der Afrikanischen Platte auf die Eurasische Platte wurden die Gesteine der Arosa-Zone – so auch die basischen Ergussgesteine – zerschert und an der Basis der Nördlichen Kalkalpen auf den Rhenodanubischen Flysch überschoben und intensiv verschuppt.: S. 35 f.
Petrographisch variieren die basaltischen Gesteine stark. Neben den schon erwähnten Augitporphyriten treten häufig Diabasspilite oder Diabasporphyrite auf, die häufig durch eine Pillowstruktur gekennzeichnet sind und somit eine Lavabildung unter Wasser belegen.: S. 135. In der Nähe von Hindelang, im Wildbachtalseinschnitt wurde ein Diabasporphyritaufschluss als besonders wertvolles Geotop (Geotopnr. 780A008) ausgewiesen.